# Réserve naturelle volontaire de Dietrich - Pays de Bitche
La réserve naturelle volontaire de De Dietrich - Pays de Bitche (RNR 34), également connue sous les noms « landes et tourbières du Pays de Bitche » et « réserve Pillet Will » est une ancienne réserve naturelle volontaire d’Alsace créée en 1985 dans le parc naturel régional des Vosges du Nord, couvrant une superficie de 1,41 ha. Comme toutes les réserves naturelles volontaires elle disparait au début des années 2000, mais elle est en grande partie intégrée à la réserve naturelle nationale des rochers et tourbières du Pays de Bitche.

## Géographie

### Localisation
La RNV était située sur la commune de Dambach, dans le Bas-Rhin (67), en région Grand Est, dans l’Est de la France.

### Description
La réserve naturelle est située sur des propriétés de la société De Dietrich, ensuite passées entre les mains de la société Pillet-Will puis Pimodan.
Elle était découpée en 7 secteurs non limitrophes,, répartis principalement dans les secteurs non-productifs de la forêt, comme des landes et tourbières, qui sont aussi les plus intéressants pour la biodiversité :
- étang-tourbière du Welschkobert haut, 5,68 ha ;
- étang-tourbière du Welschkobert bas, 5,29 ha ;
- Grande Tête du Chien (Grosser Hundskopf), 29,2 ha ;
- Tourbière du Grafenweiher, 10,43 ha ;
- étang-tourbière de l'Erbsenthal, 8,67 ha ;

## Histoire du site et de la réserve
Cette réserve naturelle a été créée le 26 avril 1985.

## Écologie (Biodiversité,  intérêt écopaysager…)
On trouve dans la réserve De Dietrich des tourbières accompagnées d'étangs et de pinède tourbeuses et du cortège d'espèces inféodées à ce milieu. Il y a également un piton rocheux sur lequel nichent régulièrement des faucons pèlerins.

## Administration, plan de gestion, règlement
Les organismes responsables de l'administration et de la gestion de la réserve (sous le contrôle de l'État, via la DIREN) sont :
- Sycoparc Vosges du Nord BP 24, 67290 La Petite-Pierre
- Administration forestière Pillet-Will, 7 rue du Modenberg, 67110 Dambach

### Outils et statut juridique
Arrêté de création : 26/04/1985